# Rinodina geesterani
Rinodina geesterani är en lavart som beskrevs av H. Mayrhofer. Rinodina geesterani ingår i släktet Rinodina och familjen Physciaceae.   Inga underarter finns listade i Catalogue of Life.